# Firowo
Firowo (russisch Фирово) ist eine Siedlung städtischen Typs in der Oblast Twer in Russland mit 2433 Einwohnern (Stand 14. Oktober 2010).

## Geographie
Der Ort liegt etwa 150 Kilometer Luftlinie nordwestlich des Oblastverwaltungszentrums Twer am Flüsschen Firowka unweit seiner Mündung in die Granitschnaja im Einzugsgebiet der Zna.
Firowo ist Verwaltungszentrum des Rajons Firowski sowie Sitz und einzige Ortschaft der Stadtgemeinde Firowskoje gorodskoje posselenije.

## Geschichte
Der Ort entstand ab 1902 im Zusammenhang mit dem Bau der Eisenbahnstrecke Bologoje – Welikije Luki, als dort eine Station errichtet wurde. 1924 wurde Firowo Sitz einer Wolost des Ujesds Waldai, und nach mehreren administrativen Umgestaltungen schließlich am 5. März 1935 Verwaltungssitz eines neu geschaffenen, nach ihm benannten Rajons.
1947 erhielt der Ort den Status einer Siedlung städtischen Typs. Der Rajon war von Februar 1963 bis 6. April 1972 aufgelöst.

### Bevölkerungsentwicklung
| Jahr | Einwohner |
| ---- | --------- |
| 1939 | 1564      |
| 1959 | 3158      |
| 1970 | 3244      |
| 1979 | 2700      |
| 1989 | 3070      |
| 2002 | 2837      |
| 2010 | 2433      |

Anmerkung: Volkszählungsdaten

## Verkehr
Firowo besitzt einen Bahnhof bei Kilometer 55 der 1907 durchgehend eröffneten Eisenbahnstrecke Bologoje – Welikije Luki (– Polazk, Belarus). In südöstlicher Richtung zweigt eine Güterstrecke in die 9 km entfernte Siedlung Welikooktjabrski ab.
Über Welikooktjabrski verläuft auch die Regionalstraße 28K-0250 zur 35 km nordöstlich vorbeiführenden neuen Autobahn M11 Moskau – Sankt Petersburg (2014 in Betrieb genommenes Teilstück) und weiter zur knapp 50 km entfernten M10 bei Krasnomaiski unweit von Wyschni Wolotschok.